# كوهسار (البرز)
كوهسار (بالفارسية: کوهسار) هي مدينة تقع في إيران في منطقة تشندر. يقدر عدد سكانها بـ 7,757 نسمة .